# Stanisława Kanas
Stanisława Ryszarda Kanas (ur. 8 maja w Hucinie) – polska matematyk, doktor habilitowany nauk matematycznych, nauczyciel akademicki, profesor matematyki na Uniwersytecie Rzeszowskim.

## Życie i twórczość
W 1978 roku ukończyła studia na kierunku matematyka na Wydziale Matematyki, Fizyki i Chemii Uniwersytetu Jagiellońskiego. W 1993 uzyskała stopień naukowy doktora na Wydziale Matematyki, Fizyki i Chemii Uniwersytetu  Łódzkiego, a stopień doktora habilitowanego w 2008 roku na  Wydziale Matematyki, Fizyki i Informatyki Uniwersytetu Marii Curie-Skłodowskiej w Lublinie.
Jest nauczycielem akademickim. Od 1 lipca 2013 profesor Uniwersytetu Rzeszowskiego, a w okresie od 1 czerwca 2008 do 30 czerwca 2013 była profesorem Politechniki Rzeszowskiej. Wypromowała wielu doktorów.
W 2016 otrzymała Medal Komisji Edukacji Narodowej.

## Zainteresowania naukowo-badawcze
Specjalizuje się w  geometrycznej teorii funkcji zespolonych, zespolonych funkcjach harmonicznych oraz w zastosowaniach matematyki w ekonomii i biologii. Jest autorem lub współautorem ponad 70 prac naukowych, monografii, oraz podręczników akademickich.

## Działalność na rzecz środowiska matematycznego
- Polskie Towarzystwo Matematyczne (od 1986, w tym prezes Oddziału Rzeszowskiego od 2004, członek Zarządu Głównego PTM w latach 2011-2013);
- American Mathematical Society (od 1994);
- European Women in Mathematics (od 2015);
- Association for Women in Mathematics (od 2015);
- European Mathematical Society (od 2016).
- Polskie Towarzystwo Kobiet w Matematyce (Jest założycielem i Prezesem PTKM).